# Harasupia retrorsa
Harasupia retrorsa är en insektsart som beskrevs av Nielson 1989. Harasupia retrorsa ingår i släktet Harasupia och familjen dvärgstritar. Inga underarter finns listade i Catalogue of Life.